# Enets naturreservat
Enet är ett naturreservat i Harplinge socken i Halmstads kommun i Halland.
Området är 32 hektar stort, skyddat sedan 1972 och beläget strax söder om Steninge vid havet. Det är en betad kusthed med klapperstensfält och klipphällar. Här växer björnbär, vresrosor och nypon. Likaså växer stagg, slåttergubbe, backtimjan, hirsstarr, kattfot och darrgräs, på saltängarna finns kustarun.

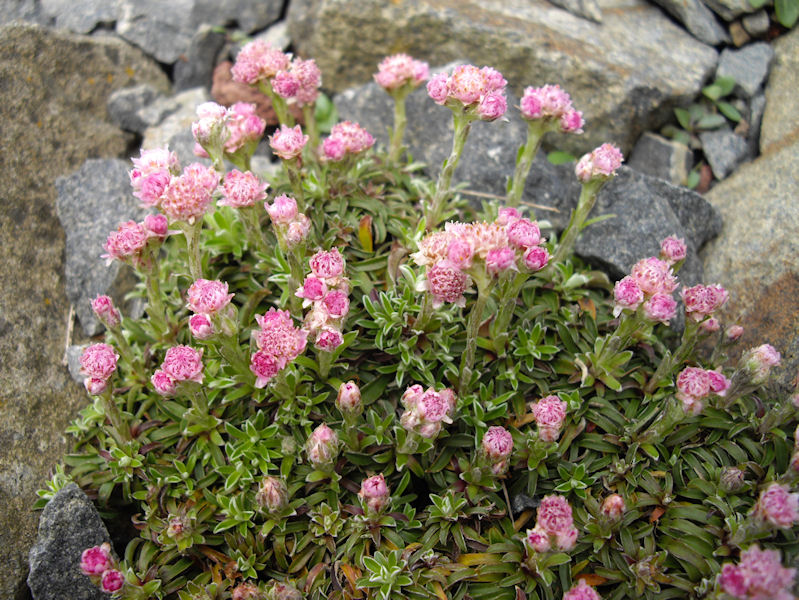
Kattfot

Där bäcken Ävjan rinner ut i havet växer bland annat spikblad. Den sällsynta kustgentianan och orkidéen nattviol finns också här. I den sydöstra delen av reservatet finns en lågvuxen björkskog. I området finns gulsparven, stenskvätta, törnskata, ejder, strandskata och större strandpipare. Under höst och vår passerar en mängd flyttfåglar längs med den halländska kusten och rastar på strandängarna.